# Carmageddon
Carmageddon és el primer videojoc de la saga que tracta de curses amb cotxes amb accidents violents produït per Stainless Games i publicat per Interplay i SCi.
Al desembre del 2018, THQ Nordic va adquirir els drets sobre la saga Carmageddon de Stainless Games.

## Jugabilitat
A Carmageddon, el jugador condueix un vehicle contra altres competidors controlats per ordinador en diversos escenaris, incloent-hi ciutats, mines i àrees industrials. El jugador té un temps determinat per completar cada cursa, però es pot guanyar més temps recollint els bons, danyant els cotxes dels competidors o atropellant els vianants.
Les carreres es completen completant la cursa, com es podria fer un joc de carreres normal, "desaprofitar" (tots els altres cotxes de carrera) o bé matar a tots els vianants del nivell. El joc inclou trenta-sis pistes de carreres, que en onze mapes diferents.
El joc presentava versions instrumentals de cançons de l'àlbum de 1995, Demanufacture de Fear Factory, amb la cançó "Zero Signal" que s'utilitza en la introducció del joc. Altres cançons de l'àlbum que apareixen són "Demanufacture" i "Body Hammer".